# Puff asszony
Puff asszony vagy Puffné (eredeti neve: Mrs. Puff) a SpongyaBob Kockanadrág című sorozat szereplői közé tartozó karakter. Angol hangja Mary Jo Catlett, magyar hangja az első és a kilencedik évad között Némedi Mari, a kilencedik és a tizenkettedik évad között Németh Krisztina, majd a tizenkettedik évadtól Halász Aranka. Puff asszony A vizsga című epizódban jelent meg először.

## Karaktere
Puff asszony egy gömbhalak rendjébe tartozó kis sünhal. Csónakvezetési oktató a Puff asszony csónakvezető iskolájában, és egyben az alapítója és tulajdonosa is.
Kék tengerészsapkát, ruhát és vörös szoknyát, cipőt visel. Sárga színű haja van. Vajsárga testén barna pöttyök találhatók, háta barna színű és tüskés. Úszói türkizkékek, szája be van rúzsozva. Fekete pupillájú szemein három pár szempilla van.
Kedves minden tanulójával, kivéve SpongyaBobbal, aki képes az őrületbe kergetni. Paranoiás személyiségű, ennek részben SpongyaBob az okozója. Már Tunyacsápnak, Rák úrnak és Patriknak is van jogosítványa, csak SpongyaBobnak nincs. Ha SpongyaBob felidegesíti vagy megijeszti, akkor felfújódik. 
Spongyabob balesetei miatt gyakran kap börtönbüntetést vagy megy kórházba. A börtönben sok barátot szerzett, és ott Spongyabobtól is nyugton van. A Lelkironcs-derbi epizódban kórházba kerül, amikor Spongyabob nekiment egy motorcsónakkal a csónakvezető iskola mellett található világítótoronynak, majd a torony ráesett Puff asszonyra. A baleset után Puff asszony annyira felfújódott, hogy a légzsákjai kidurrantak. Az orvos azt mondta, hogy soha többé nem fog tudni újra felfúvódni, de az epizód végére ez mégis sikerült neki.

## Családfája
Anyja és apja ismeretlen. Gyermekei nincsenek.
A Nyugat nyűge epizódban, a Rozsdás Kantina vadnyugati étteremben táncosként dolgozó kis sünhal valószínűleg Puff asszony régi rokona. A táncos és Puff asszony kinézete megegyező, csak a ruhaviseletük más. A vadnyugati táncos rózsaszín és lila színű ruhadarabokat visel, göndör hajába kék drágakővel ellátott tollas fejdísz van tűzve.
Unokatestvérét Gömbhal Moe-nak hívják és A rettenthetetlen (Fearless) című könyvben szerepel. Moe egy veszélyes valóságshow műsorvezetője, amiben ijesztő mutatványokra készteti versenyzőit, a show-ba SpongyaBob is csatlakozik és minden mutatványt megcsinál. Gömbhal Moe szinte teljesen megegyezik unokatestvérével, Puff asszonnyal, csak néhány dologban térnek el egymástól. Moe-nak fekete frizurája van, és elegáns öltönyt visel piros nyakkendővel. Általában szürke mikrofonba szokott beszélni.
Rák úr szerelmes Puff asszonyba és egy nagyon drága étterembe is elvitte már egy randevúra. Rák úr a Rozsdás érzelmek részben SpongyaBobbal minden értékes dolgot megvetet Puff asszonynak, még azt is amire nincs is szüksége. Egy 12. évadban látható részben Rák úr még a házába is elhívja egy vacsorára, amit SpongyaBob és Tunyacsáp főz. 
Bár Rák úr még nem vette Puff asszonyt feleségül, Puff asszonynak már volt Rák úr előtt egy élettársa. Puff asszony elhunyt férje, Puff úr. Őt az arra járó halászok fogták ki a vízből, és adták el, végül egy haldekoráció lett belőle. Puff asszony SpongyaBob elmondása szerint nem gyakran beszél róla, valószínűleg annyira felkavarta Puff asszonyt az eset, hogy minél hamarabb el akarja felejteni. Puff úr először a Rozsdás érzelmek epizódban volt látható.
Puff asszonynak volt egy tengericsigája aki A szivacs, aki repült című részben felmászott egy fára és SpongyaBob pont elkapta a csigát mielőtt leesett volna.

## Lakóhelye

### Házának külseje
Puff asszony Bikinifenéken él egy pink színű házban. A ház ajtaja fölött egy piros-fehér csíkos napellenző van. Az ablakok és ajtók kerete sárga színű. 
A ház területét fehér kerítés védi, a kerítésen belüli helyet tengerifű tölti fel. A kertben három hínár és egy piros lombozatú korallfa nőtt. A ház ajtajához vezető járda mellett sárga, kék és rózsaszínű virágok vannak ültetve. 
Puff asszony földimogyoró-férgeket tart a hátsó kertben háziállatként, ahogy a Bálnaéhség epizódban is láthattuk.

### Házának belseje
A nappali falának színe rózsaszín, amit sok festmény és kép ékesít. A nappaliban van egy televízió, egy könyvespolc és egy asztal egy virággal a tetején. 
A konyha meglehetősen modern stílusú. A konyha egy étkezőasztallal és néhány székkel van ellátva. A konyhában található még egy hűtőszekrény, egy sütő és más konyhai tárgyak, eszközök. A konyha padlója kockás csempékből áll, a fal világoskék színű. A plafonról egy lámpa lóg, az ablakokon függönyök vannak.
Puff asszony hálószobája egy emeleten lévő szoba. Ebben a szobában egy nagy franciaágy van, és itt alszik Puff asszony.
A fürdőszoba nem jelenik meg a sorozatban.
Puff asszony háza először a Jogosítvány című részben jelenik meg, ahol SpongyaBob szülei tortával várják Puff asszonyt.